# Frotaire II (évêque de Nîmes)
Pour les articles homonymes, voir Frotaire.
Frotaire ou Frothaire est un prélat français, évêque de Nîmes au XIe siècle. 
Il ne doit pas être confondu avec son oncle, Frotaire/Frothaire I, évêque de Nîmes (987-1016).

## Biographie
Frotaire ou Frothaire (ou encore Frotier) est le fils d'Aton II, vicomte d'Albi et de Nîmes († 1032) et de Geberge. Il a un frère, Bernard (mort après 1050) qui succède à leur père à la tête des vicomtés.
En 1027, il est évêque de Nîmes, sous le nom de Frotaire II.